# Conilia
Conilia es un género de foraminífero bentónico considerado homónimo posterior de Conilia Brenckle & Wahlman, 1994, y sustituido por Raphconilia, el cual es considerado a su vez un sinónimo posterior de Pseudovidalina de la subfamilia Aulotortinae, de la familia Involutinidae, del suborden Involutinina y del orden Involutinida. Su especie tipo era Conilia modificata. Su rango cronoestratigráfico abarcaba el Gzheliense (Carbonífero superior).

## Discusión
Clasificaciones más recientes hubiesen incluido Conilia en la subfamilia Pseudovidalininae, de la familia Pseudovidalinidae, de la superfamilia Lasiodiscoidea, del suborden Archaediscina, del orden Archaediscida, de la subclase Afusulinana y de la clase Fusulinata.

## Clasificación
Conilia incluye a la siguiente especie:
- Conilia modificata †